# Shining Star (Earth, Wind & Fire)
Shining Star è un singolo del gruppo musicale statunitense Earth, Wind & Fire, pubblicato nel 1975 ed estratto dall'album That's the Way of the World.

## Tracce
- 7"

1. Shining Star
2. Yearnin' Learnin'

## Premi
- Grammy Award
  - 1976: "Best R&B Performance by a Duo or Group with Vocals"